# Alone (Bee Gees)
Alone is een nummer van de Britse band Bee Gees uit 1997. Het is de eerste single hun 21e studioalbum Still Waters.
Volgens Bee Gee Maurice Gibb heeft de band voor het nummer inspiratie gehaald uit The Beatles en The Byrds. Barry en Robin Gibb verzorgen de leadvocalen. "Alone" is een ballad die gaat over een verloren liefde. Het nummer werd in veel landen een hit. In het Verenigd Koninkrijk bereikte het de 5e positie. In het Nederlandse taalgebied was het iets minder succesvol; met een bescheiden 31e positie in de Nederlandse Top 40 en een 31e positie in de Vlaamse Ultratop 50.